# Monstre de Florence
Le Monstre de Florence  (italien : Il Mostro di Firenze) est un meurtrier — ou groupe de meurtriers — en série non identifié qui serait l'auteur de huit doubles meurtres commis entre 1968 et 1985. Les victimes des attaques sont des couples de la province de Florence, retrouvés dans des lieux isolés. Il s'agit du premier cas connu de meurtres en série de couples en Italie et il a fait l'objet d'une vaste couverture médiatique, tant à l'époque des meurtres qu'au cours des différents procès contre les auteurs présumés. 
Une enquête lancée au début des années 1990 par le parquet de Florence a abouti à la condamnation définitive, en 1999, de deux hommes identifiés comme les auteurs matériels de quatre doubles assassinats, les soi-disant « camarades de jeu » Mario Vanni et Giancarlo Lotti. Un troisième, Pietro Pacciani, ouvrier agricole déjà condamné pour le meurtre de l’amant de sa femme et pour le viol de ses filles, est condamné en première instance à plusieurs peines de prison à vie pour les doubles meurtres commis entre 1974 et 1985. Acquitté en appel, il meurt avant de faire l'objet d'un nouveau procès en appel après l'annulation le 14 février 1996 du verdict d'acquittement par la Cour de cassation italienne. D'autres protagonistes furent soupçonnés, arrêtés, parfois condamnés mais tous libérés ultérieurement par manque de preuve. 
L'ensemble de l'affaire reste couverte par des zones d'ombre : le déroulement exact des évènements, l'identité de l'auteur principal et ses motivations restent obscures. Des preuves matérielles telles que l'ADN ou des empreintes digitales exploitables n'ont pas pu être découvertes. L'arme à feu du tueur en série (un pistolet  Beretta 70 cal. 22 à 10 coups, avec lequel il exécutait ses victimes), un couteau ainsi que les parties anatomiques prélevées post mortem par l'assassin sur certaines victimes de sexe féminin sont restées introuvables,.
Les parquets de Florence et, au début des années 2000, de Pérouse, ont mené de nombreuses enquêtes visant à identifier les auteurs du double meurtre, puis les éventuels commanditaires. Les enquêtes se sont également concentrées sur un éventuel mobile de nature ésotérique, qui aurait poussé une ou plusieurs personnes à commettre les meurtres, sans toutefois aboutir à des preuves objectives.
Ce fait divers a influencé les habitudes de la population résidant dans la province de Florence dans les années 1980, qui a commencé à éviter les endroits isolés. Le fait que les victimes étaient de jeunes amoureux a animé le débat dans les médias sur la question de savoir si les jeunes devaient être autorisés à avoir plus d'intimité à la maison au lieu de devoir se rencontrer dans des endroits isolés et dangereux.

## Séquence des crimes
Huit crimes, pour un total de seize victimes, sont attribués au monstre de Florence :
- 21-22 août 1968 - Lieu : Castelletti di Signa - Victimes : Mocci / Lo Bianco
- 14 septembre 1974 - Lieu : Fontana di Rabatta, Borgo San Lorenzo - Victimes : Pettini / Gentilcore
- 6 juin 1981 - Lieu : Loc. Villa Bianca, Mosciano di Scandicci -  Victimes : De Nuccio / Foggia
- 22 octobre 1981 - Lieu : Loc. Bartoline, Travalle di Calenzano - Victimes : Cambi / Baldi
- 19 juin 1982 - Lieu : Via Virginio nuova, Loc. Baccaiano, Montespertoli - Victimes : Migliorini / Mainardi
- 9-10 septembre 1983 - Lieu : via di Giogoli, Loc. Galluzzo, Scandicci - Victimes : Rüsch / Meyer
- 29 juillet 1984 - Lieu : La Bocchetta, Vicchio - Victimes : Rontini / Stefanacci
- 7-8 septembre 1985 - Lieu : via Scopeti, San Casciano Val di Pesa - Victimes : Mauriot / Kraveichvili

## Postérité
Le Monstre de Florence est l'un des personnages qui ont inspiré l'Hannibal Lecter de Thomas Harris.
L'histoire du monstre est relancée en 2014 par l'arrestation d'un plombier italien de la banlieue de Florence, Riccardo Viti, soupçonné du meurtre de six prostituées.

### Cinéma et télévision
Le 7 février 1986, le film L'assassino è ancora tra noi (litt. « L'assassin est toujours parmi nous ») réalisé par Camillo Teti sort sur les écrans avec peu de retentissement et dans très peu de villes italiennes. Il a été réalisé à la hâte avec peu de moyens et, bien qu'il ait surfé sur la vague émotionnelle du dernier double meurtre de 1985, il est passé complètement inaperçu.
Deux mois plus tard, le 12 avril 1986, distribué par la Titanus de Goffredo Lombardo, sort sur les écrans Il mostro di Firenze, basé sur le livre du même nom écrit en 1983 par le journaliste et écrivain Mario Spezi et réalisé par Cesare Ferrario. Le film a été un succès auprès du public, bien qu'il ait été au centre d'événements judiciaires et qu'il se soit heurté à l'opposition du conseil de censure, qui a interdit sa sortie dans les cinémas de toute la Toscane.
Un autre film qui retrace l'histoire, bien qu'avec des éléments fictifs, est Ventottesimo minuto  (également connu sous les titres Tramonti fiorentini ou Quel violento desiderio), réalisé par Gianni Siragusa et plus tard par Paolo Frajoli. Bien qu'il ait également été tourné en 1986, il n'est sorti qu'en 1991, directement en vidéo, en raison de la forte opposition des parents des victimes du monstre, qui ont longtemps bloqué sa production et empêché sa sortie dans les salles de cinéma.
En septembre 2008, l'acteur américain Tom Cruise a acheté les droits pour porter au grand écran une adaptation du livre The Monster of Florence de Mario Spezi et Douglas Preston, mais le projet a ensuite été abandonné. Le film devait mettre en vedette George Clooney dans le rôle-titre.
Au printemps 2009, le réalisateur Antonello Grimaldi a réalisé la mini-série télévisée Il mostro di Firenze (it), une reconstitution de l'histoire de 1981 à 2006 avec le personnage de Renzo Rontini (joué par Ennio Fantastichini), le père de Pia, la victime féminine du monstre de Florence dans le crime de 1984, pour la chaîne Fox Crime. Le feuilleton est divisé en six parties de 45 minutes chacune, diffusées du 12 novembre au 10 décembre 2009, puis rediffusées par Canale 5, en fin de soirée, durant l'été 2010.
En France, le « monstre de Florence » a fait l'objet d'un numéro de Ces crimes qui ont choqué le monde, diffusé sur Numéro 23, RMC Découverte et Investigation.

### Radio
- « Le monstre de Florence », le 29 janvier 2016 dans L'Heure du crime de Jacques Pradel sur RTL.
- « Le monstre de Florence », le 20 janvier 2022 dans Affaires sensibles de Fabrice Drouelle, sur France Inter.

### Articles de presse
- « "Monstre de Florence" : Des Français réclament justice » Article de Jean-Pierre Vergès publié le 6 mars 2010 dans Le Journal du dimanche.
- « Monstre de Florence : juge et policier condamnés » Article d'Aude Lambert publié le 11 mars 2010 dans L'Est républicain.
- « La renaissance du monstre de Florence » Article de Nicolas Jacquard et Flora Zanichelli publié le 22 mai 2014 dans Le Parisien.
- « Faits divers du monde : les crimes non élucidés du monstre de Florence » Article de Jean-Philippe Leclaire publié le 27 juin 2015 dans L'Express.
- « Audincourt : "le monstre de Florence court toujours" » Article de Fred Jimenez publié le 4 octobre 2015 dans L'Est républicain.